# János Máté
János Máté (ur. 23 grudnia 1948 w Bonyhád) – węgierski piłkarz grający na pozycji napastnika. Był reprezentantem Węgier.

## Kariera klubowa
Swoją karierę piłkarską Máté rozpoczął w klubie Bonyhádi Vasas. W 1967 roku awansował do kadry pierwszego zespołu i w sezonie 1967 zadebiutował w jego barwach w czwartej lidze węgierskiej. W 1968 roku przeszedł do pierwszoligowego Pécsi Dózsa. Występował w nim do końca sezonu 1972/1973.
W połowie 1973 roku Máté przeszedł do Ferencvárosi TC. W Ferencvárosi grał do końca sezonu 1974/1975. Z klubem tym wywalczył wicemistrzostwo Węgier w sezonie 1973/1974 oraz zdobył Puchar Węgier w sezonie 1973/1974. W sezonie 1974/1975 dotarł z nim do finału Pucharu Zdobywców Pucharów,  a w finałowym, przegranym 0:3 meczu z Dynamem Kijów, rozegrał pełne 90 minut.
W sezonie 1975/1976 Máté grał w klubie Budapest Honvéd FC, a w latach 1976-1978 był zawodnikiem Kaposvári Rákóczi FC. W latach 1978–1980 występował w drugoligowym Budapesti Építők SC, a w latach 1980-1982 w trzecioligowym Dömsödi Dózsa, w którym zakończył karierę.
| Sezon   | Klub                 | Kraj  | Rozgrywki | Mecze | Gole |
| ------- | -------------------- | ----- | --------- | ----- | ---- |
| 1967    | Bonyhádi Vasas       | Węgry | IV liga   | ?     | ?    |
| 1968    | Pécsi Dózsa          | Węgry | NB I      | 1     | 0    |
| 1969    | Pécsi Dózsa          | Węgry | NB I      | 23    | 14   |
| 1970    | Pécsi Dózsa          | Węgry | NB I      | 16    | 8    |
| 1970/71 | Pécsi Dózsa          | Węgry | NB I      | 29    | 10   |
| 1971/72 | Pécsi Dózsa          | Węgry | NB I      | 28    | 6    |
| 1972/73 | Pécsi Dózsa          | Węgry | NB I      | 29    | 9    |
| 1973/74 | Ferencvárosi TC      | Węgry | NB I      | 30    | 10   |
| 1974/75 | Ferencvárosi TC      | Węgry | NB I      | 28    | 4    |
| 1975/76 | Budapest Honvéd FC   | Węgry | NB I      | 11    | 0    |
| 1976/77 | Kaposvári Rákóczi FC | Węgry | NB I      | 17    | 3    |
| 1977/78 | Kaposvári Rákóczi FC | Węgry | NB I      | 22    | 2    |
| 1978/79 | Budapesti Építők SC  | Węgry | NB II     | ?     | ?    |
| 1979/80 | Budapesti Építők SC  | Węgry | NB II     | ?     | ?    |
| 1980/81 | Dömsödi Dózsa        | Węgry | NB III    | ?     | ?    |
| 1981/82 | Dömsödi Dózsa        | Węgry | NB III    | ?     | ?    |

## Kariera reprezentacyjna
W reprezentacji Węgier Máté zadebiutował 12 kwietnia 1970 w zremisowanym 2:2 towarzyskim meczu z Jugosławią, rozegranym w Belgradzie. Grał w eliminacjach do Euro 76. Od 1970 do 1975 rozegrał w kadrze narodowej 7 meczów i strzelił 2 gole.